# Magnus Svenonis Håhl
Magnus Svenonis Håhl, död 27 mars 1653 i Röks socken, var en svensk präst i Röks församling.

## Biografi
Magnus Svenonis Håhl prästvigdes 21 december 1608 (Tomasmäss) och blev 1612 komminister i Vadstena församling. Han blev 1624 kyrkoherde i Röks församling. Håhl var predikant på andra dagens prästmöte 1633 och 1637. Håhl avled 27 mars 1653 i Röks socken.
En gravsten över Håhl och hans fru finns bevarad under läktaren i Heda kyrkas kor.

### Familj
Håhl gifte sig med Karin Andersdotter (död 1670). De fick tillsammans barnen Anders (död 1633), Sven (född 1623), Jacob (född 1626) och Erik.